# Marco Rossi (futbolista nacido en 1964)
Marco Rossi (Druento, 9 de septiembre de 1964) es un exfutbolista y entrenador italiano que jugaba como defensa. Actualmente dirige a la selección de Hungría.

## Trayectoria

### Como jugador
Criado en la cantera del Torino, con cuyo equipo primavera ganó una Copa Italia y un Torneo de Viareggio, Rossi debutó en la Serie A en la temporada 1983-84. El 18 de marzo de 1984 fue cedido al Campania, donde permaneció en la Serie C1 durante tres temporadas. En 1987 se trasladó al Catanzaro, recién ascendido a la Serie B. En su primer año, se perdieron el ascenso a la máxima categoría por un punto.
En 1988 se trasladó al Brescia, donde disputó cinco campeonatos consecutivos, consiguiendo el ascenso a la Serie A en 1992. En 1993, fue transferido a la Sampdoria por 2.500 millones de liras, donde permaneció dos temporadas en la máxima categoría.Cuando expiró su contrato con el club genovés, a los 31 años, se mudó al extranjero, primero al Club América de Méxicoy luego al Eintracht Frankfurt de Alemania.
En 1997 regresó a Italia para concluir su carrera profesional en el Piacenza,con el que consiguió la salvación en la Serie A en una temporada condicionada por las repetidas lesiones.Previo a su retiro, jugó tres temporadas en el fútbol amateur, una con Ospitaletto y dos con el Salò (en Eccellenza Lombarda).

### Como entrenador

#### Inicios
Rossi inició su carrera como técnico en las inferiores del Lumezzane. Posteriormente ascendido a dirigir el primer equipo de la Serie C1, donde permaneció desde el verano de 2004 hasta marzo de 2006, cuando fue despedido por ocupar el penúltimo puesto de la clasificación. 
Más tarde, fue contratado por Pro Patria en dos oportunidades.En la temporada 2008-09 dirigió al Spezia, en la Serie D, obteniendo el 2º puesto. En enero de 2009, fue confirmado al frente del Scafatesey a finales de abril fue despedido, para ser reintegrado al cabo de unas horas al frente del equipo de Campania, con el que logró la salvación. En agosto de 2010 se hizo cargo del Cavese,siendo despedido el 14 de febrero cuando el equipo estaba último en la clasificación, debido a la sanción de 7 puntos impuesta por la Federación Italiana de Fútbol.

#### Budapest Honvéd
Luego de un período de inactividad donde trabajó en el despacho de contabilidad de su hermano, el 1 de junio de 2012 fue anunciado como entrenador del Budapest Honvéd.Con los húngaros logró el tercer puesto en la temporada 2012-13 y el acceso a las eliminatorias de la UEFA Europa League, en la que quedó eliminado en segunda ronda. El 28 de abril de 2014 presentó su renuncia al cargo. 
Sin embargo, el 9 de febrero de 2015 inició su segunda etapa al frente del equipo húngaro.En la temporada 2016-17, obtuvo la Nemzeti Bajnokság I después de vencer al Ferencváros por 1-0 en la última jornada, cortó con una sequía de 20 años sin títulos para el club y se convirtió en el primer entrenador italiano en ganar un trofeo en Hungría.En junio de 2017, decidió dejar su cargo por diferencias económicas con la directiva húngara.

#### DAC Dunajská Streda
El 11 de junio de 2017, fue oficializado como entrenador del DAC Dunajská Streda por dos años. En su primera temporada llevó al club al tercer puesto de la liga, lo que representó la mejor posición en la historia del club, clasificando al equipo para la UEFA Europa League.

#### Selección de Hungría
El 19 de junio de 2018, Rossi fue anunciado como nuevo entrenador de la selección de Hungría.El 12 de noviembre de 2020, obtuvo la clasificación a la Eurocopa 2020 luego de vencer a Islandia por 2-1 en el encuentro de repesca.En dicha competencia, quedó eliminado en la fase de grupos después de sumar solamente dos puntos.En noviembre de 2023, logró la segunda clasificación consecutiva a la Eurocopa tras empatar ante Bulgaria en la penúltima jornada de la clasificación.En dicha competencia, quedaron eliminados en la fase de grupos luego de finalizar como uno de los peores terceros.

## Clubes

### Como jugador
| Club                | País     | Año       |
| ------------------- | -------- | --------- |
| Torino              | Italia   | 1983-1984 |
| Campania            | Italia   | 1984-1986 |
| Puteolana           | Italia   | 1986-1987 |
| Catanzaro           | Italia   | 1987-1988 |
| Brescia             | Italia   | 1988-1993 |
| Sampdoria           | Italia   | 1993-1995 |
| Club América        | México   | 1995-1996 |
| Eintracht Frankfurt | Alemania | 1996-1997 |
| Piacenza            | Italia   | 1997-1998 |
| Ospitaletto         | Italia   | 1998-1999 |
| AC Salò             | Italia   | 1999-2000 |

### Como entrenador
| Club (*)             | País       | Año           |
| -------------------- | ---------- | ------------- |
| Lumezzane            | Italia     | 2004-2006     |
| Pro Patria           | Italia     | 2006          |
| Pro Patria           | Italia     | 2007-2008     |
| Spezia               | Italia     | 2008-2009     |
| Scafatese            | Italia     | 2010          |
| Cavese               | Italia     | 2010-2011     |
| Budapest Honvéd      | Hungría    | 2012-2014     |
| Budapest Honvéd      | Hungría    | 2015-2017     |
| DAC Dunajská Streda  | Eslovaquia | 2017-2018     |
| Selección de Hungría | Hungría    | 2018-presente |

(*) Incluyendo la selección.

## Palmarés

### Como jugador

#### Campeonatos nacionales
| Título      | Club      | País   | Año     |
| ----------- | --------- | ------ | ------- |
| Copa Italia | Sampdoria | Italia | 1993-94 |

### Como entrenador

#### Campeonatos nacionales
| Título              | Club            | País    | Año     |
| ------------------- | --------------- | ------- | ------- |
| Nemzeti Bajnokság I | Budapest Honvéd | Hungría | 2016-17 |